# 溥緒
溥緒（1882年12月1日—1933年5月9日）字竹生，入民国之后，自称庄清逸，又叫金菊隐，号清逸居士，爱新觉罗氏，满族人，世袭莊親王，中华民国京剧作家。所撰剧本多经杨小楼、尚小云演出。

## 生平
光緒八年壬午十月二十一日辰時生，生母嫡福晉富察氏，景壽之女，十五年十二月授廕生，二十九年十二月考封不入八分輔國公，民國五年丙辰正月襲封和碩莊親王，民國二十二年癸酉五月初九日薨，年五十二歲。嫡福晉博爾濟吉特氏科爾沁輔國公那蘇圖之女。
辛亥革命以后，溥緒于1916年袭封庄亲王，直到1933年逝世。
溥緒出身于戏曲世家。第一代庄亲王允禄是乾隆年间的戏曲音乐家兼戏曲作家，曾参与编纂《律吕正义》，并作有清宫“四大本戏”之一的《鼎峙春秋》（全本三国戏）。溥緒自幼通音律，稍长便博览元朝、明朝、清朝的杂剧、传奇、话本、小说，喜欢去戏园，还曾客串演出京剧，所饰《嫁妹》之钟馗颇受当时人乐道。辛亥革命前后（主要是中华民国成立后），溥緒专门为尚小云、杨小楼撰写京剧剧本。为尚小云撰写的剧本有：《空谷香》、《林四娘》（又名《姽婳将军》）、《秦良玉》、《婕妤当熊》。与尚小云合撰的剧本有：《白罗衫》、《峨嵋剑》、《前度刘郎》。为杨小楼撰写的剧本有：《野猪林》（又名《英雄血泪图》）、《山神庙》、《吴三桂》（又名《陈圆圆》）。另外，他还为杨小楼、尚小云二人撰写了《楚汉争》，为杨小楼、郝寿臣二人撰写了三、四本《连环套》，为郝寿臣撰写了《牛皋招亲》，为高庆奎撰写了《煤山恨》（又名《崇祯归天》）。他还撰有《太虚幻境》一剧，但未付诸排演。
杨小楼曾请溥緒为他编写过四本《林冲发配》，其中头本“野猪林”，二本“风雪山神庙”，三本“林冲夜奔”，四本“火并王伦”。
《化外奇缘》是清逸居士（溥绪）根据昆腔老本《龙凤巾》翻成皮黄，由蔡荣贵根据旧本增添“祭泸江”一场的唱儿。由于当时“招亲”、“出世” 戏很流行，故该剧原打算称为《关索招亲》，最后定名《化外奇缘》，1925年4月4日白天首演于华乐戏院，马连良扮演诸葛亮，是马连良和胜社（朱琴心）重点排演的剧目。
清逸居士撰写的剧本大多取材于明清传奇、古话本。比如《野猪林》是根据明朝人李开先的《宝剑记》传奇、陈与郊《灵宝刀》传奇、古典小说《水浒传》第七至十回编写。《千金全德》是根据明朝人王稚登《全德记》传奇编写。《峨嵋剑》是根据清朝人王韬《淞隐漫录》编写。《白罗衫》是根据清朝人刘方《白罗衫》传奇、《警世通言》、《今古奇观》等小说，又采《太平广记》崔尉子之事、《三侠五义》倪继祖之事编写。
由于家庭在政治上的沉浮，清逸居士对世态人情体会甚深。在剧作中，清逸居士同情受迫害者，赞颂正义与气节，谴责邪恶与不法。清逸居士的剧本结构精巧，尤以排场关目最为精妙，所撰剧本多适宜演出。不足之处是在剧作技巧上多沿袭旧套，晚期剧作词色愈加工整，旧套色彩也愈重。
溥緒对清宫演戏的历史掌故很熟悉，撰写了《南府之沿革》一书。辛亥革命前后，还曾经为京师各报纸撰写剧评。晚年，溥緒生活凄凉，依靠艺人资助才得温饱。1933年5月9日，溥緒因贫病在北京逝世，享年52岁。

## 家庭
外祖父為咸豐帝顧命八大臣之一固倫額駙景壽。
溥緒有一子（毓忠）二孙。